# 山本真千子
山本 真千子（やまもと まちこ、1963年10月9日 - ）は、日本の検察官。福岡高等検察庁検事長。大阪地方検察庁特別捜査部長として森友学園問題の捜査を指揮し、籠池泰典・諄子夫妻を逮捕。公文書改ざんをめぐっては、告発のあった財務省関係者38人全員を不起訴処分とした。

## 来歴・人物
兵庫県出身。大阪市立大学法学部卒業。1991年検事任官、東京地方検察庁検事。1992年大阪地方検察庁堺支部検事。1994年神戸地方検察庁検事。1996年徳島地方検察庁検事。1998年京都地方検察庁検事。2000年京都地方検察庁舞鶴支部長兼京都地方検察庁宮津支部検事兼京都地方検察庁福知山支部検事。2002年大阪地方検察庁検事。2005年大津地方検察庁三席検事。2007年大阪地方検察庁検事。2008年金沢地方検察庁次席検事。2010年大阪地方検察庁刑事部副部長。2011年京都地方検察庁特別刑事部長。2012年東京高等検察庁検事兼東京地方検察庁総務部副部長。2013年東京地方検察庁刑事部副部長。同年東京高等検察庁検事を経て、法務省人権擁護局総務課長兼法務総合研究所教官。
2015年10月2日、女性初の大阪地方検察庁特別捜査部長に就任。

### 森友学園問題の捜査
2017年3月29日、学校法人森友学園が取得した大阪府豊中市の国有地で開校を目指した小学校建設にからみ、大阪地検特捜部は、学園の籠池泰典理事長が国の補助金を不正に支出させたとする補助金適正化法違反容疑の告発状を受理した。さらに特捜部は4月5日、国有地売却をめぐって豊中市議会議員の木村真らが出していた財務省近畿財務局職員に対する背任容疑の告発状を受理し、山本の指揮の下で本格的に捜査に乗り出した。同年7月31日、特捜部は詐欺などの疑いで籠池泰典・諄子夫妻を逮捕した。
同年4月から7月にかけて、特捜部は大阪航空局や国交省本省の航空局の幹部職員に対する事情聴取を中心に捜査を行った。犯行の意思の立証には安倍晋三・昭恵夫妻と土地取引との関わりを追う必要があり、背任容疑による逮捕は困難を極めた。山本は近畿財務局のコンピュータから押収したデータをもとに、先に公文書の変造容疑を固めることにした。同年夏以降、DF（デジタルフォレンジック）センター準備室がデータの復元および解析を行い、決済文書改ざんの痕跡を突き止めた。山本は2018年3月には不起訴処分とし、捜査を終結させようとしていたが、同年3月2日に朝日新聞が一面トップで、国有地取引をめぐる決裁文書が書き換えられている疑いを報じたため、捜査は仕切り直された。
2018年5月31日、特捜部は告発のあった財務省関係者38人全員を不起訴処分とした。山本は不起訴処分にしたことに関し報道陣へ説明する異例の対応を行い「特殊性に鑑みた」と話した。
同年6月25日、函館地方検察庁検事正に就任。同期の中で最も早く検事正に就いた一人となり、「最高検察庁の指示通りに不起訴にした論功行賞だ」と噂された。
2019年、大阪地方検察庁次席検事に就任。2021年、大阪高等検察庁次席検事兼法務総合研究所大阪支所長に就任。
2022年6月24日、女性初の大阪地方検察庁検事正に就任し、下級裁判所裁判官指名諮問委員会地域委員会（大阪） 委員兼務。
2024年2月29日、札幌高等検察庁検事長に就任 (女性初) 。
2025年7月17日、福岡高等検察庁検事長に就任 (女性初) 。